# Quercus sadleriana
Quercus sadleriana és una espècie de roure conegut pel nom comú en anglès deer oak (roure de cérvols). És natiu al sud-oest d'Oregon i a l'extrem nord de Califòrnia cap a les Muntanyes Klamath. Creix en boscos de coníferes.

## Descripció
Quercus sadleriana és un arbust que creix a entre 1 a 3 metres d'alçada a partir d'una xarxa d'arrels amb rizomes. Les seves fulles són una reminiscència de les fulles del castanyer, són ovalades amb vores dentades i arrodonides, lleugerament acaba en punta. El fruit és una gla que fa entre 1 a 2 centímetres d'ample, esfèrica o ovalada, la femella rodona de composició de fins a 2 centímetres de llarg.